# Arnold H. Bouma
Arnold Heiko Bouma (* 5. September 1932 in Groningen; † 16. Dezember 2011) war ein niederländischer Geologe.
Bouma besuchte die Bürgerschule in Groningen und studierte 1951 bis 1956 Geologie an der Universität Groningen, erwarb 1959 das Diplom an der Universität Utrecht, an der er 1961 in Sedimentologie promoviert wurde. Als Post-Doktorand war er 1962/63 am Scripps Institute of Oceanography. Danach lehrte er an der Universität Utrecht und 1966 bis 1975 an der Texas A&M University. 1975 bis 1981 war er Forschungsgeologe für marine Geologie beim US Geological Survey. 1981 bis 1985 war er bei der Gulf Oil Company (Gulf Research and Development Company in Harmarville (Pennsylvania) und Houston). Nachdem Gulf Oil 1985 von Chevron übernommen worden war, war er bei der Chevron Oil Field Research Company in Houston und La Habra (Kalifornien). 1988 wurde er Professor für Erdölgeologie an der Louisiana State University.
Bouma gilt als Pionier der Turbidit-Forschung. Die typische Schichtfolge von Turbiditen ist nach ihm benannt (Bouma-Sequenz). 
1963 bis 1966 war er Herausgeber von Marine Geology und 1980 bis 2000 der Geo-Marine Letters.